# لوئیس ترنکر
لوئیس ترنکر (ایتالیایی: Luis Trenker؛ ۴ اکتبر ۱۸۹۲ – ۱۳ آوریل ۱۹۹۰) یک کارگردان، هنرپیشه، فیلم‌نامه‌نویس، تهیه‌کننده، نویسنده، معمار، و پدیدآور اهل ایتالیا بود. وی بین سال‌های ۱۹۲۱ تا ۱۹۸۲ میلادی فعالیت می‌کرد.

## زندگینامه
لوئیس ترنکر در ۴ اکتبر ۱۸۹۲ در اوتریجی از شهرستان تیرول جزو پادشاهی اتریش-مجارستان متولد شد. پدرش ژاکوب ترنکر یک نقاش از شمال تیرول بود و مادرش کارولینا از اوتریجی بود. او در محیطی که به دو زبان آلمانی، زبان پدریش و زبان لادین، زبان مادریش، صحبت می‌شد پروش یافت. او به مدرسه ابتدایی بین سالهای ۱۸۹۸ تا ۱۹۰۱ رفت و سپس به جوزفینوم در بولتزانو بین سالهای ۱۹۰۲ و ۱۹۰۳ رفت. از ۱۹۰۳ تا ۱۹۰۵ او در مدرسه هنر و صنایع در بولتزانو شرکت کرد زمانی که او در چوب تراشی داشت پیشرفت می‌کرد.

در سال ۱۹۱۲، او وارد ریلشوول در اینسبورک شد جایی که زبان ایتالیایی را یاد گرفت و در آنجا تحصیلات خود را دوره مدارس راهنمایی آغاز کرد. در دوران دبیرستان او به عنوان راهنمای کوهنوردی و آموزش دهنده اسکی کار می‌کرد. پس از نام‌نویسی در آزمون‌های ورودی دانشگاه در سال ۱۹۱۲ او در رشته معماری در دانشگاه وین شروع به تحصیل کرد.

## جنگ جهانی اول
در آغاز جنگ اول جهانی، ترنکر به عنان دانشجوی دانشگاه افسری در واحد توپخانه سنگین مجارستان - اتریش در مرز شرقی در گالیسیا و لهستان جنگید. از ۱۹۱۵ تا ۱۹۱۸ او در دژهای مرز در نبرد در کوه‌ها دربرابر ایتالیا مبارزه کرد. بعدها در ترنتو جنگید. از ۱۹۱۶ به عنوان یک راهنمای کوه در دولومیت خدمت کرد. در پایان جنگ او به درجه ستوانی نائل شد. او ۲۳ کتاب درباره تجربیات جنگ نوشت.

در پایان جنگ، ترنکر چندین تلاش ناموفق برای آغاز تجارت معماری در بولتزانوداشت. در سال ۱۹۲۴ او در دانشگاه فنی گراتز نامنویسی کرد و سپس به عنوان معمار در بولتزانو کار کرد او یک مشارکت تجاری با معمار اتریشی به نام کلمنز هولتزمایستر شکل داد. در سال ۱۹۲۴ در المپیک بازیهای زمستانی درشامونی به عنوان یکی از اعضای پنج نفره تیم سورتمه سواری ایتالیا شرکت کرد. تحت رهبری پیلوت لودوویکو ابکسر، به مقام ششم دست یافتند.

## سینما
اولین برخورد ترنکر با سینما به سال ۱۹۲۱ بر می‌گردد، وقتی که او به آرنولد فرانک در یکی از فیلمهایش کمک می‌کرد هنرپیشه اصلی نتوانست کار موردنظر را انجام دهد و ترنکر آن را انجام داد و به این ترتیب او نقش‌های بیشتری را به عهده گرفت و تا سال ۱۹۲۸ فیلم خودش را بازیگری، نویسندگی و کارگردانی کرد. او کار خود، معماری را برای تمرکز کردن بر روی حرفه سینما ترک کرد.

در سال ۱۹۲۸ ازدواج کرد و صاحب چهار فرزند شد. در سال ۱۹۳۲ فیلم تاریخی به نام شورشی را ساخت .

موضوع اصلی کارهای ترنکر نوعی آرمانگرایی ارتباط مردم با میهن خود و اشاره به انحطاط از زندگی شهر خود بود.

## نگارخانه

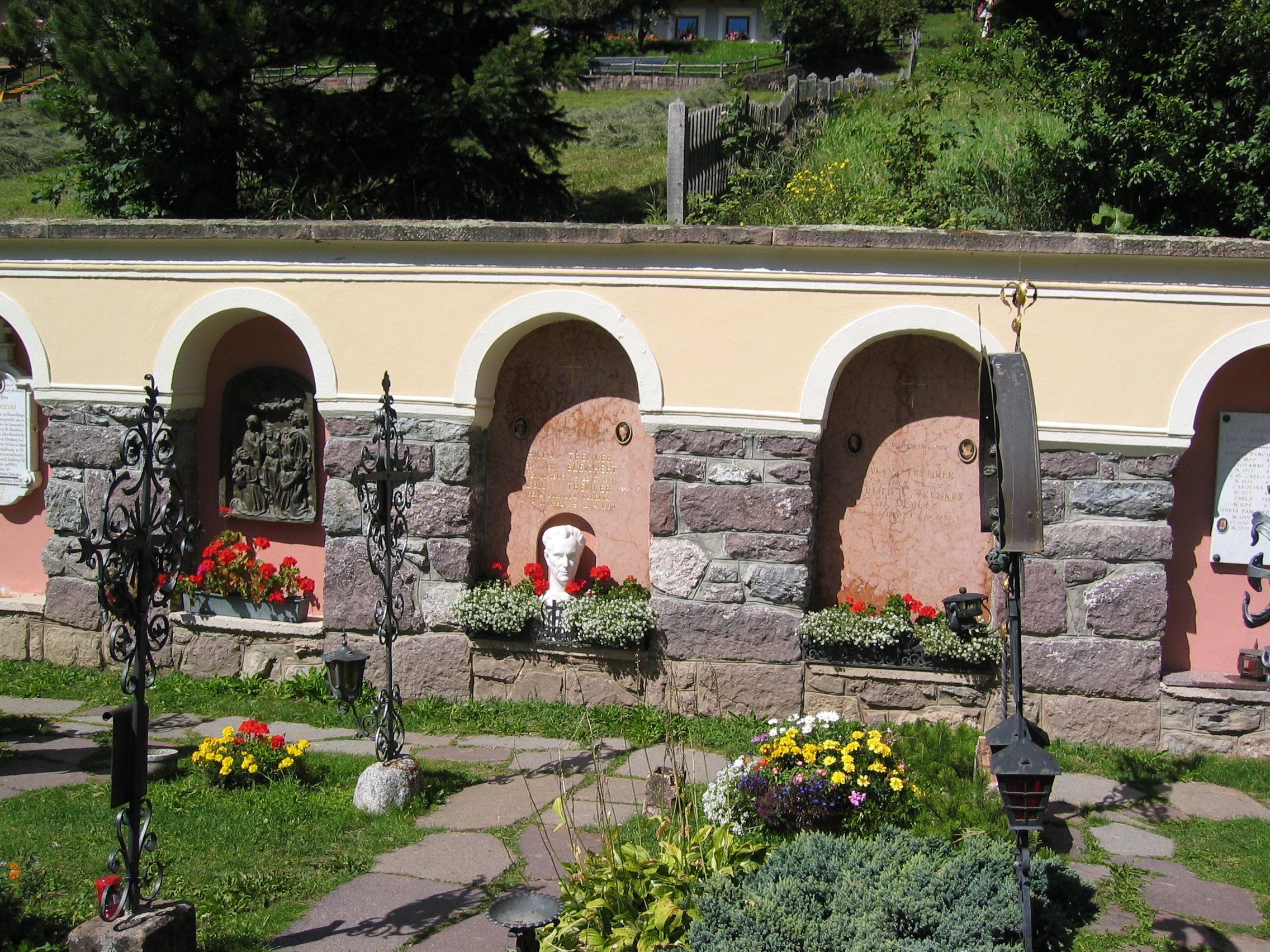
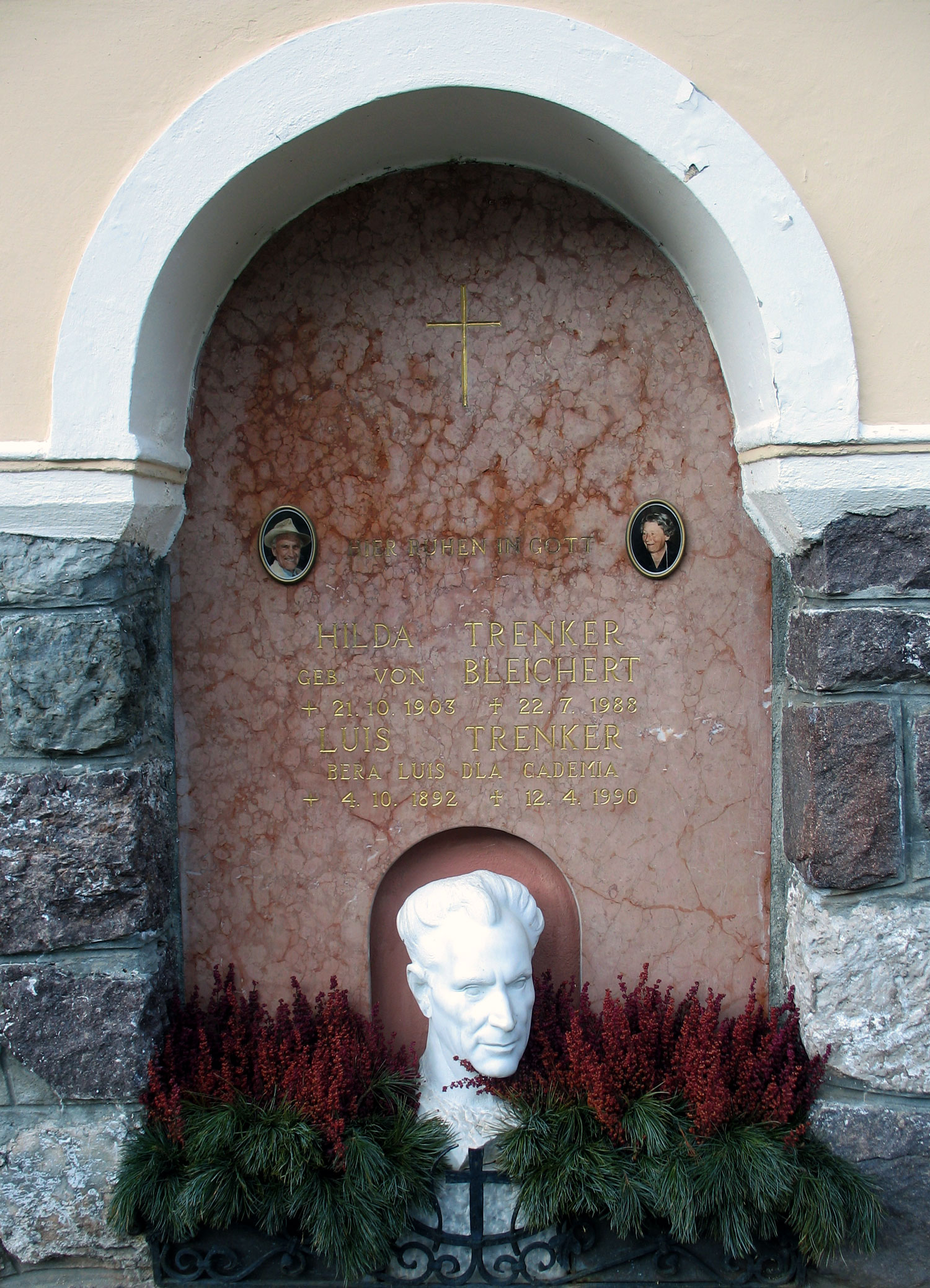
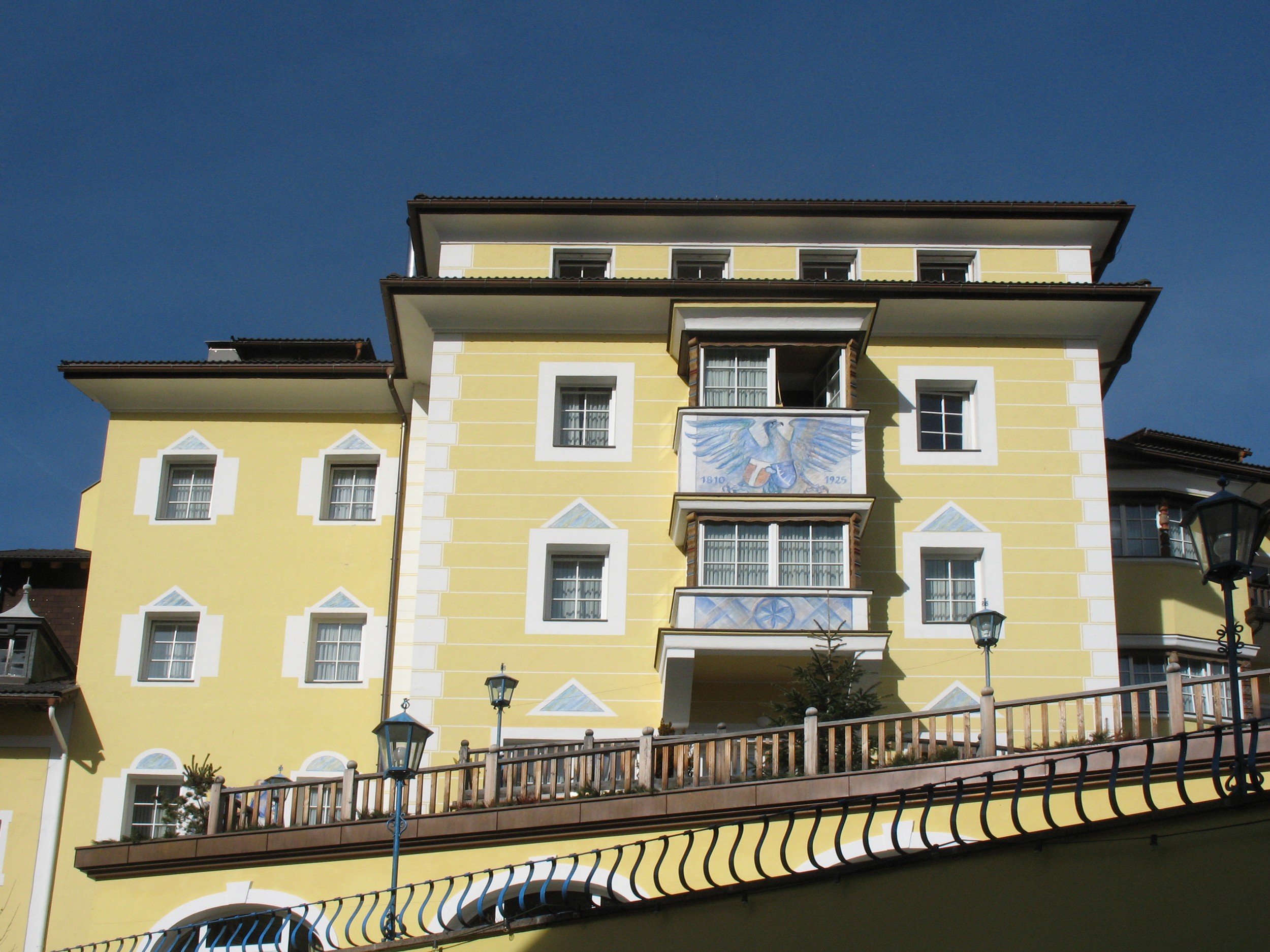